# Drégelypalánk
Drégelypalánk is een plaats (község) en gemeente in het Hongaarse comitaat Nógrád. Drégelypalánk telt 1681 inwoners (2001).